# Волковичи (Тульская область)
Волковичи — деревня в Заокском районе Тульской области России. Расположена на берегу реки Ямницы, правого притока Оки.
В рамках административно-территориального устройства входит в Страховский сельский округ Заокского района, в рамках организации местного самоуправления включается в Страховское сельское поселение.
По преданию, название получило от обитавших в данной местности большого количества волков.

## География
Граничит с деревней Шевернево, СНТ Поленовское-3 и Покровский холм. В 3,8 км западней деревни протекает река Ока. Находится вблизи деревни Искань, в 80 км от Тулы и 40 км от Алексина, 110 км от Москвы. В 5 км от железнодорожной станции Романовские дачи и Приокская Курского направления.  
Климат
Зима умеренно-холодная, лето тёплое. Среднегодовая температура составляет +5°С.

## Население
| 1859 | 1915 | 2002 | 2010 |
| ---- | ---- | ---- | ---- |
| 456  | ↘449 | ↘39  | ↗142 |

## История
Деревня упоминается в льготной жалованной грамоте Царя Иоанна IV Васильевича Грозного, дарованной Серпуховскому Введенскому Владычному монастырю в 1559 году: 

… дали есмя им в дом Пречистые Богородицы, в Торусском уезде, два сельца Искань да Волковичи, а против тех дву сельцов взяли есмя у них на Себя, в Переславском уезде, сельцо Татариново с деревнями
Летописных известий о двух ранее построенных храмах в селе, сведений не сохранилось, на их месте была позже устроена часовня. Построенный на средства прихожан в 1786 году деревянных храм в честь Покрова Пресвятой Богородицы располагался в 3-х саженях от предыдущих. Последний храм строился не одновременно. В 1836 году он был расширен на церковные средства, а в 1850 и 1860 году дополнен двумя пределами с алтарями: в правой стороне в честь иконы «Божией Матери Всех Скорбящих Радость», а в левой стороне в честь святого Николая Чудотворца. Главными жертвователями, кроме прихожан, были вдова генерал-лейтенанта Александра Васильевна Хрулёва и крестьянин села Ланьшино Фёдор Егоров. В 1852 году обветшавший иконостас в церкви был заменён новым пятиярусным, щедро украшенный ценными иконами принесёнными в дар в 1846 году дочерью статского советника девицею Еленою Александровной Хрулёвой. Для устройства новой каменной церкви был собран капитал в 6000 рублей и церковь была построена в 1902 году.
В состав прихода, кроме села, входили деревни: Шевернево, Пашково, Тетерево и Ланьшино, с общим числом прихожан 726 человек мужского пола и 832 женского в 1895 году. Штат церкви состоял из священника и псаломщика. Имелось церковной земли: усадебной 3 десятины, полевой 29 десятин, сенокосной 5 десятин, неудобной 71 десятина. С 1885 года при церкви открыта церковно-приходская школа.
В 1930-х годах храм закрыт, в 1950-х годах разобрана колокольня. В 1998 году возвращён верующим и ведутся богослужения.
В начале 1940-х годов в деревне было 75 дворов.
В 1941 году в 8 километрах от деревни была остановлена немецкая армия, идущая на Москву. В настоящее время на территории деревни находится обелиск Погибшим односельчанам.

## Достопримечательности

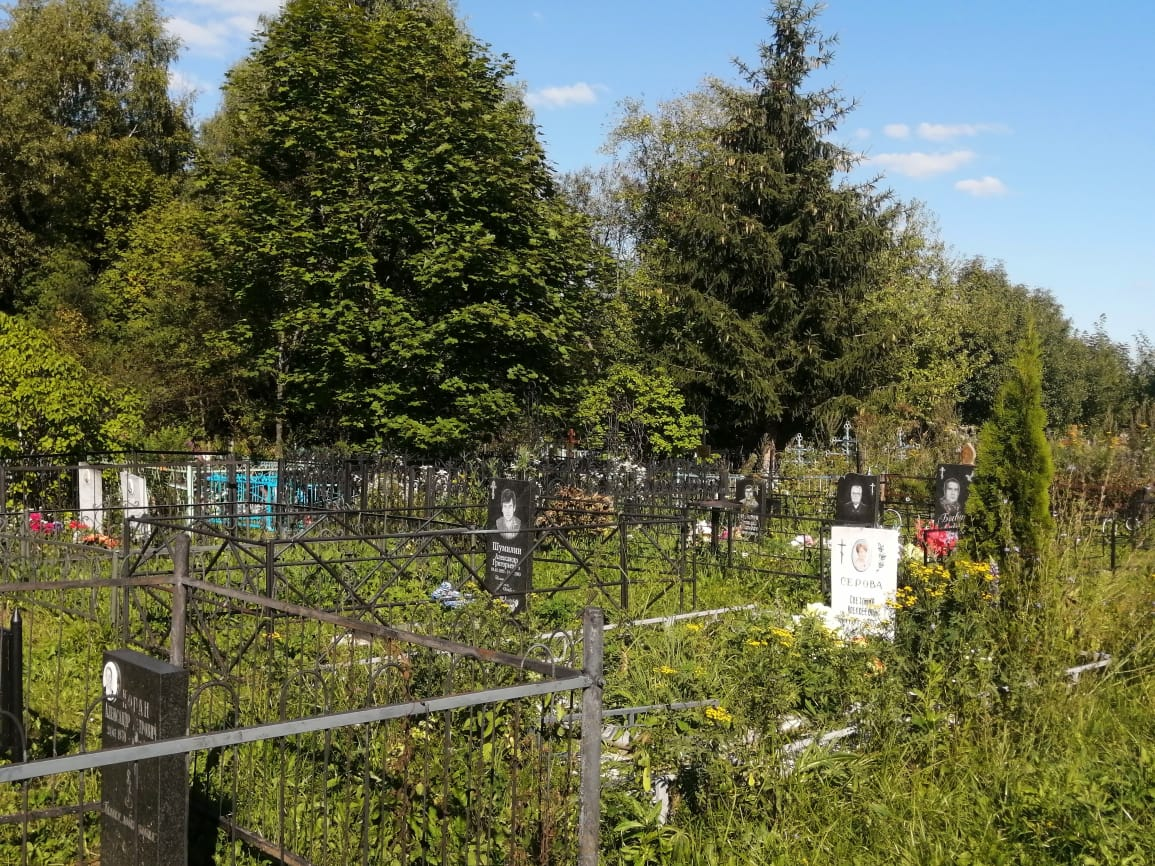
Кладбище в Волковичах. 21 августа 2020.

В деревне находится церковь Покрова Пресвятой Богородицы. Рядом с ней расположен обелиск погибшим односельчанам в Великой Отечественной войны. Также есть деревенское кладбище.

## Известные уроженцы

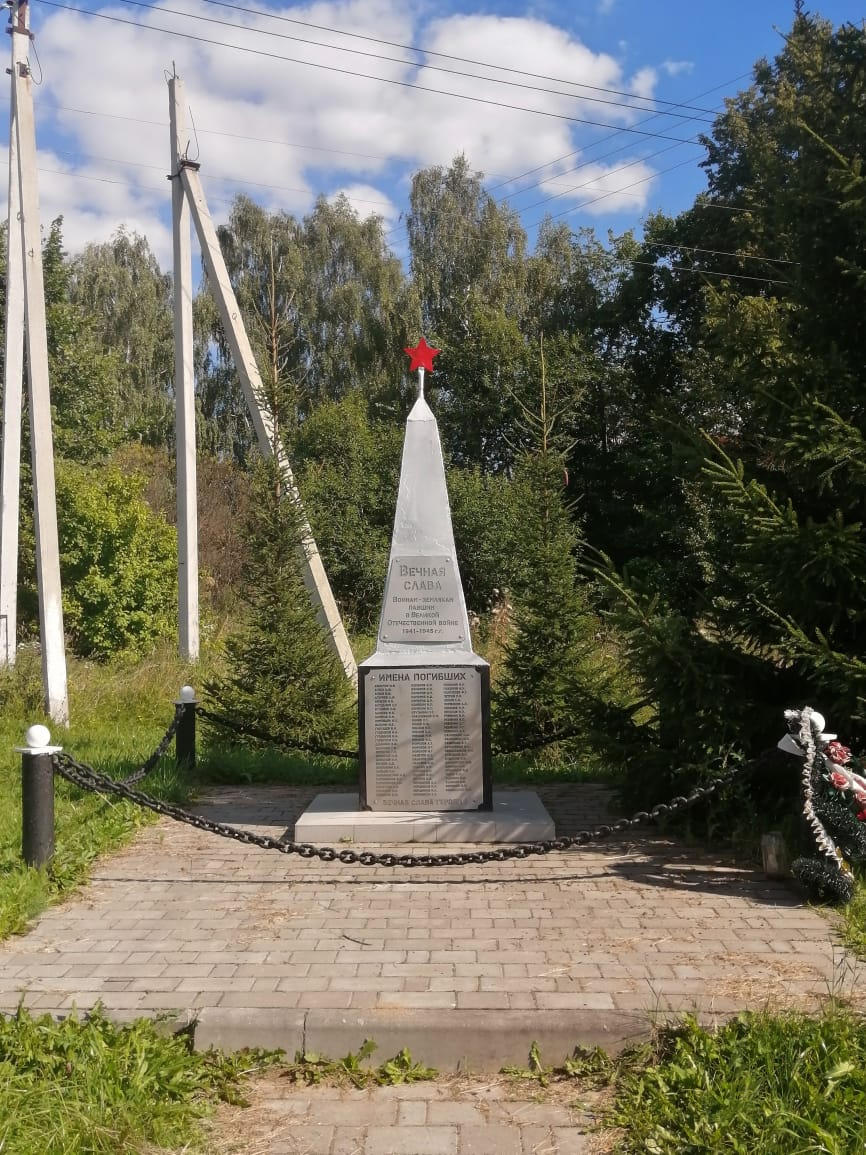
Обелиск погибшим односельчанам, 21 августа 2020.

- Ревякин Василий Андреевич (29 марта (10 апреля) 1893 - 8 февраля 1975) - советский военачальник, генерал-майор (4 июня 1940 года). Депутат Московского совета, Комендант города Москвы.
- Епископ Иосиф (Никодим Андреевич Соколов) (24 октября 1835 - 26 марта 1902) - епископ Русской православной церкви, епископ Михайловский, викарий Рязанской епархии, духовный писатель.